# Remse
Remse är en kommun och ort i Landkreis Zwickau i förbundslandet Sachsen i Tyskland. Kommunen har cirka 1 600 invånare.
Kommunen ingår i förvaltningsområdet Waldenburg tillsammans med kommunerna Oberwiera och Waldenburg.